# حسین الراقد
حسین الراقد (فرانسوی: Hocine Ragued‎؛ زاده ۱۱ فوریهٔ ۱۹۸۳) یک بازیکن فوتبال اهل تونس است.

## باشگاهی
از باشگاه‌هایی که در آن بازی کرده‌است می‌توان به پاری سن ژرمن, اسلاویا پراگ, کاردمیر قره‌بوک‌اسپور, باشگاه فوتبال اسپرانس تونس اشاره کرد.

## تیم ملی
وی همچنین در تیم ملی فوتبال تونس بازی کرده‌است.